# Штајнвисен
Штајнвисен (њем. Steinwiesen) град је у њемачкој савезној држави Баварска. Једно је од 18 општинских средишта округа Кронах. Према процјени из 2010. у граду је живјело 3.678 становника. Посједује регионалну шифру (AGS) 9476177.

## Географски и демографски подаци
Штајнвисен се налази у савезној држави Баварска у округу Кронах. Град се налази на надморској висини од 374 метра. Површина општине износи 55,0 km². У самом граду је, према процјени из 2010. године, живјело 3.678 становника. Просјечна густина становништва износи 67 становника/km².